# Anthée
Anthée is een dorp in de Belgische provincie Namen en een deelgemeente van de gemeente Onhaye, het was een zelfstandige gemeente tot aan de gemeentelijke herindeling van 1977.

## Bezienswaardigheden

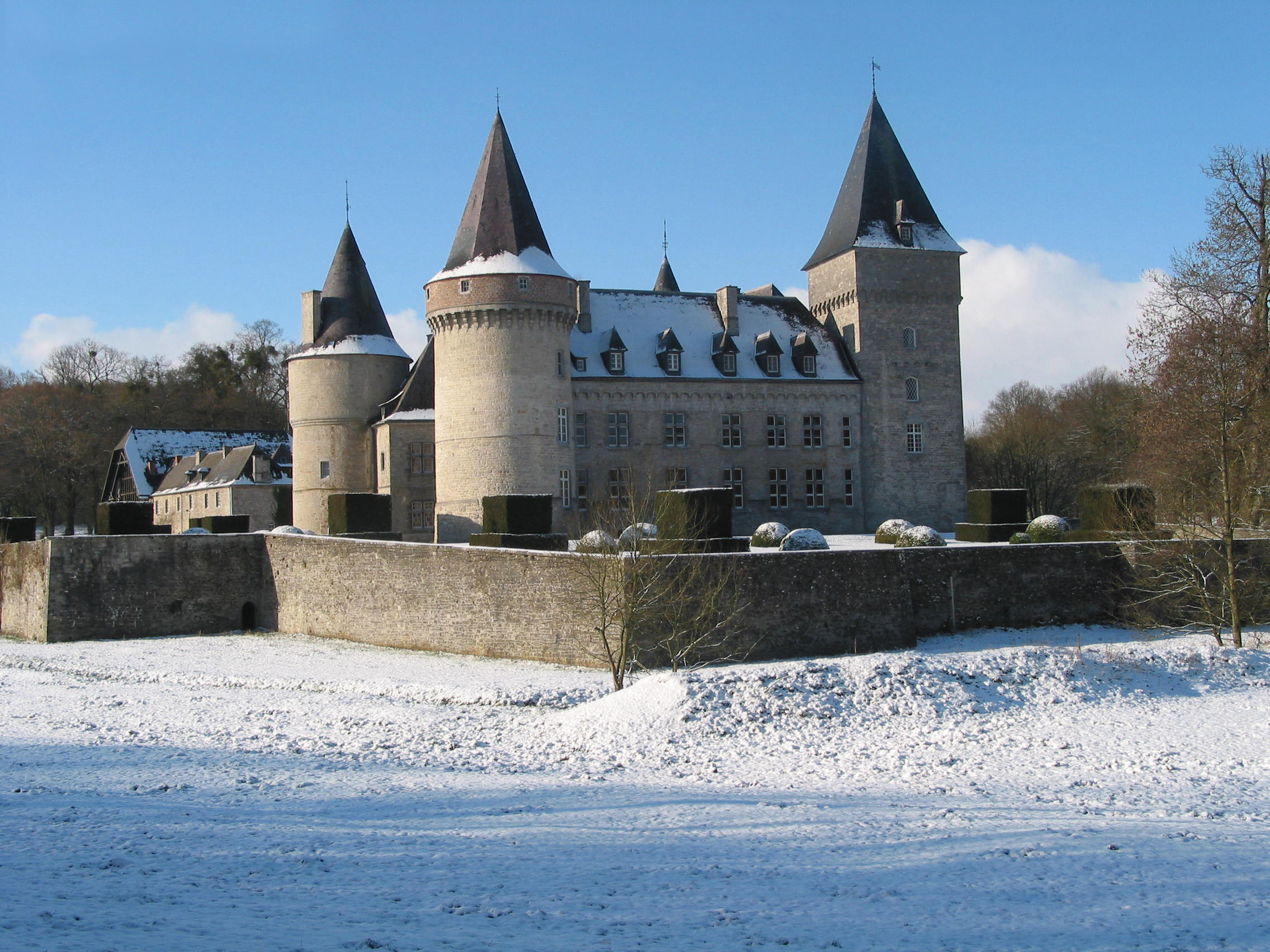
"Kasteel van Fontaine" (XVIde eeuw)

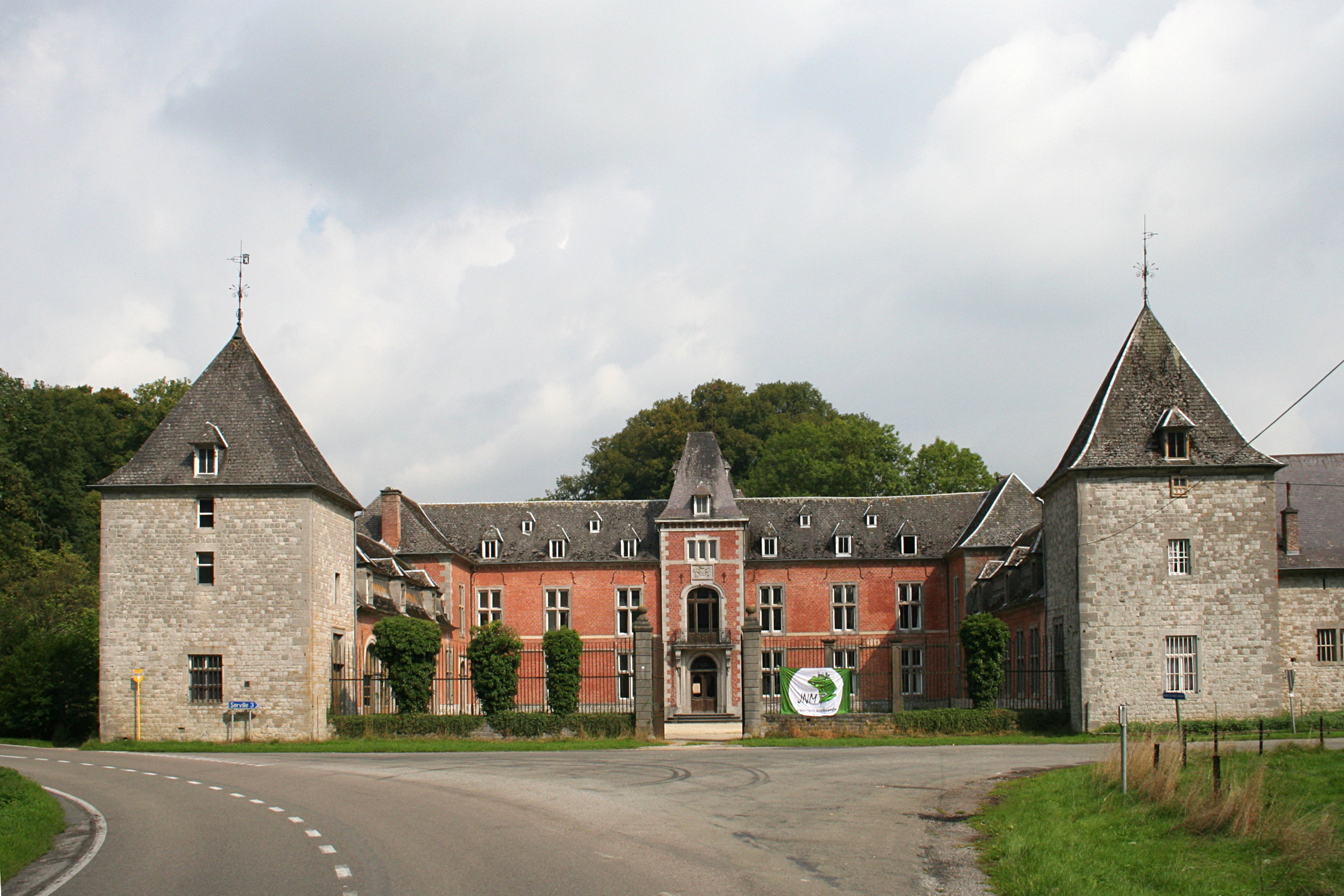
Kasteel "De la Forge" (XVIIde eeuw).

- het Kasteel van Fontaine uit de 16e eeuw
- Sint-Maternuskerk (1864)

## Demografische ontwikkeling
- Bron: NIS; Opm:1831 t/m 1970=volkstellingen; 1976=inwoneraantal op 31 december
- 1900: afscheiding in 1892 van het gehucht Morville dat een zelfstandige gemeente werd

## Geboren in Anthée
- Willy Maltaite (1927-2000), striptekenaar

## Overleden in Anthée
- Paul Van Ostaijen (1896-1928), dichter